# 김일구
김일구(金一球, 1940년 ~ )는 대한민국의 판소리 명창이다. 전남 화순에서 태어났다. 어려서 광주 호남국악원에 들어가 공대일 명창에게서 판소리를 배워 그 기초를 닦았으며, 1962년에 장월중선에게서 아쟁산조를 배운 뒤 1968년에 원옥화에게서 가야금을 배워 가야금 산조를 이수하였다. 1980년에 박봉술 명창으로부터 적벽가와 수궁가를 전수받아 판소리 다섯 마당을 완전히 이수하였고 판소리, 아쟁, 가야금 모두 일가를 이루었다. 1983년에 전주대사습 전국대회 판소리 명창부에서 대통령상을 받았으며, 1985년에는 신라문화제 기악부문에서 특상과 대통령상을 수상하였다. 국립창극단, 국립국악원에서 활동했다. 2020년 국가무형문화재 제5호 판소리 ‘적벽가’ 예능보유자로 지정되었다.

## 참고 자료
- 이 문서에는 다음커뮤니케이션(현 카카오)에서 GFDL 또는 CC-SA 라이선스로 배포한 글로벌 세계대백과사전의 내용을 기초로 작성된 글이 포함되어 있습니다.